# Million
Million – drugi album studyjny Honoraty „Honey” Skarbek, którego premiera odbyła się 16 kwietnia 2013 roku. Wydany został nakładem Universal Music Polska.
Album zadebiutował na trzydziestym dziewiątym miejscu OLiS i uzyskał status złotej płyty.

## Tło
Pod koniec stycznia 2012 na swoim oficjalnym blogu Honey poinformowała, że zaczyna pracę nad drugim albumem, który ukaże się jeszcze w tym samym roku. Na początku lipca 2012 roku poinformowała za pośrednictwem swojego bloga, że w połowie lipca zaczyna pracę w Hamburgu nad nową płytą. Napisała także, że na płycie znajdzie się jedna lub dwie piosenki z jej początkowej twórczości oraz że album będzie podzielony na część w języku polskim i część w języku angielskim. W połowie lipca Skarbek zamieściła post informujący, że skończyła pracę nad dwoma utworami, które znajdą się na Million. 19 lipca 2012 roku na stronie internetowej rozgłośni radiowej Radio Eska odbył się wideoczat, w którym Honey wyjawiła, że album pojawi się "na pewno w tym roku" oraz że ma skompletowanych 8 utworów na płytę, a nad 4-5 będzie jeszcze pracować. Zapytana o singel z nowej płyty powiedziała, że "ukaże się pod koniec wakacji lub na początku września.". Na początku września 2012 roku Honey zamieściła post na blogu, w którym napisała, że nagrała finalne wersje trzech piosenek na płytę w studio w Poznaniu. Następnego dnia pojawiła się sonda mająca na celu pomoc w podjęciu decyzji w jakim języku nagrany powinien być pierwszy singel – polskim czy angielskim. Parę dni później Honey napisała zupełnie sama dwie nowe piosenki, które odzwierciedlają jej uczucia i emocje tak jak "Wings Up", "Her Song" czy "Sabotaż" na poprzedniej płycie. 15 września 2012 roku wokalistka nagrała dwie ze swoich początkowych, internetowych piosenek w zupełnie nowych aranżacjach. 24 września zakończyła pracę nad pierwszym singlem z płyty. 1 lutego 2013 roku Honey zamieściła wpis na Facebooku informujący, że skończyła ona pisać tekst piosenki do drugiego singla, a do końca tygodnia będzie kończyć finalną wersję albumu.

## Tytuł i zdjęcia
Na początku sierpnia 2012 Honey poinformowała, że zdjęcia na płytę rozpoczną się pod koniec tego miesiąca, jednak z nieznanych przyczyn plany te odłożono na późniejszy termin. 8 września 2012 roku Skarbek poinformowała za pośrednictwem Twittera, że album będzie nosił nazwę Million. 19 września 2012 roku za pośrednictwem Twittera piosenkarka zamieściła post informujący, że wyrusza do Wrocławia, gdzie odbędzie się sesja zdjęciowa do jej drugiego albumu. 21 września 2012 roku na blogu napisała, że zrealizowano sesję zdjęciową do poligrafii jej nowego wydawnictwa, za którą odpowiedzialny jest duet Grymuza & Lewicka. Tego samego dnia również na swoim blogu i Facebooku zamieściła pierwsze zdjęcia z sesji fotograficznej. 9 lutego 2013 zamieściła na blogu dwa oficjalne zdjęcia, z których jedno, wybrane przez fanów piosenkarki poprzez sondę, znajdzie się na okładce płyty. 20 lutego na Facebooku Honey opublikowała oficjalną wersję okładki.

## Odbiór
| Recenzje         | Recenzje | Recenzje |
| Wydawca          | Ocena    |          |
| ---------------- | -------- | -------- |
| Onet             | [ 31 ]   |          |
| allaboutmusic.pl | [ 1 ]    |          |
| rockandkarol.pl  | [ 32 ]   |          |

Paweł Gzyl, reporter Onet przyznał albumowi 7 na 10 gwiazdek chwaląc rozwój Honoraty, ale jednocześnie zarzucając, że na Million znalazło się zbyt dużo ballad. Gzyl porównał "LaLaLove" do nagrań z poprzedniego albumu Honoraty, zatytułowanego Honey, a "Insomnia" do "soczystego dancu" w stylu Rihanny. W "Listen To Your Heart" wykorzystano  drum'n'bass, w którym "wokal Honoraty świetnie pasuje do tej muzyki." "Nie powiem jak" oceniono jako "nazbyt oldskulowe brzmienie", a "Street Drug" jako nowoczesne. Według reportera większe wrażenie robi "Spadam" i "The Real Me" niż "przerysowane" "Po nocy przyjdzie dzień" i "Wołam Cię", natomiast "Drama" i "Uratuj mnie" zostały zaśpiewane "całkiem zgrabnie".
Zuzanna Janicka ze strony internetowej allaboutmusic.pl przyznała Million siedem na dziesięć gwiazdek nazywając wydawnictwo "wielkim zaskoczeniem". Janicka oceniła "LaLaLove" jako jeden z najsłabszych utworów na płycie za brak "lekkości i radości" porównując go do "Endless Summer" Oceany. Z kolei "Insomnia" zostało przyrównane do "strasznych utworów z Honey. Reporterka napisała, że gdyby "nie wiedziała, kto wykonuje ["Stree Drug"], stawiałabym, że jest to demo dla Rihanny." "The Real Me", mimo że ma "bit oklepany" został przyrównany do "najpopularniejszych produkcji światowych łączących w sobie pop i hip hop, w którym głos Honoraty "został przepuszczony przez auto-tune, podobnie jak "dynamiczne" "Listen to Your Heart". Janicka napisała o "Uratuj mnie" "nudna, banalna kompozycja", a o "Wołam Cię" "przyjemna, popowa ballada". Do najlepszych utworów prócz "Street Drug" zaliczyła "Drama" za "szczerość i autentyczność", "Spadam" za "recytowany refren" i "Po nocy przyjdzie dzień" za "dobre wrażenie".
Reporter ze strony rockandkarol.pl dał notę cztery na dziesięć za "średniej jakości pop w stylu dance/club" oraz za to, że "słuchanie na przemian polsko- i anglojęzycznych utworów zabija spójność płyty." Napisał, że "mało, który kawałek jest tak chwytliwy jak "LaLaLove" oraz że większość materiału wlatuje jednym uchem, a wylatuje drugim. Reporter przyrównał "Po nocy przyjdzie dzień" do "I'm a Slave 4 U" Britney Spears, a o "Insomnia" napisał, że "może podbić klubowe parkiety."

## Single
- "LaLaLove jako "energiczna i szybka"[34] piosenka została wybrana jako pierwszy singel[2]. Utwór ten powstał w dwóch wersjach językowych, z czego tylko wersja polska była promowana w Polsce[22], a anglojęzyczna wersja zatytułowana "Don't Love Me" w Rumunii[35]. Początkowo kompozycja miała się ukazać "pod koniec wakacji lub na początku września"[17], jednak ostatecznie premiera piosenki odbyła się 1 grudnia 2012 roku w rozgłośni radiowej RMF FM[3]. Pracę nad teledyskiem ilustrującym "LaLaLove" rozpoczęły się 20 października 2012 roku[36]. 24 października 2012 roku Honey zamieściła na Facebooku zapowiedź "making of", w której usłyszeć można melodie piosenki[37]. Premiera teledysku odbyła się 14 grudnia 2012 roku[38]. Kompozycja zadebiutowała na osiemdziesiątym pierwszym  miejscu Polish Airplay Chart[39] i pierwszym na Wietrznym Radiu[40].

- "Nie powiem jak" został wydany jako drugi singel promujący album 25 marca 2013 roku w rozgłośni radiowej ESKA[4]. 11 marca 2013 roku rozpoczęto prace nad wideoklipem[41], który był kręcony od 19 do 22 marca 2013 roku w Barcelonie i na Teneryfie[42]. Wideoklip ukazał się 18 kwietnia na orange.pl[43], a  26 kwietnia 2013 roku na kanale VEVO[44]. Utwór dotarł do miejsca czwartego Polish Airplay Chart[45] oraz znalazł się na pierwszej pozycji w nowościach  tego notowania[46]. Kompozycja zadebiutowała na miejscu trzecim na RMF FM[47], na czwartym w rozgłośni radiowej RMF MAXXX[48] i na piątym na radio ESKA[49]. Ponadto utwór dotarł do pozycji trzeciej w Radiu RDN Małopolska[50].
- "Insomnia" został wydany jako trzeci singiel 22 sierpnia 2013 roku w rozgłośni radiowej ESKA. 24 sierpnia wokalistka zaprezentowała utwór na żywo podczas Konkurs Sopot Festival 2013. Teledysk do utworu został opublikowany na oficjalnym kanale wokalistki 12 września 2013 roku. Utwór nie odniósł sukcesu porównywalnego z poprzednimi singlami. Jest to ostatni singiel pochodzący z podstawowej wersji albumu.

## Promocja
19 stycznia 2013 roku w "Pytaniu na śniadanie" Honey wykonała "LaLaLove". 27 stycznia 2013 roku dała krótki koncert w warszawskim Empiku, gdzie zaśpiewała kilka piosenek ze swojego repertuaru oraz utwór Rihanny "Stay". W celu promocji albumu piosenkarka stworzyła specjalną stronę internetową honey-million.pl, na której odliczana była data do premiery Million, gdzie Honey zamieściła zdjęcia, teledysk i utwór "LaLaLove" oraz fragment kompozycji "Drama". Następnie w sekcji 'posłuchaj "Million"' ujawniono piosenkę "Nie powiem jak", część utworu "Po nocy przyjdzie dzień", "Spadam" i "The Real Me" z udziałem Ewy Pac. 25 marca 2013 roku wokalistka supportowała Justina Biebera podczas trasy Believe Tour na Atlas Arenie w Łodzi, gdzie wykonała "Sabotaż", "Runaway", "Nie powiem jak", "No One", "LaLaLove", "Wings Up" i "Insomnia". W kwietniu 2013 roku Skarbek rozpoczęła trasę koncertową My Name Is Million Tour promującą wydawnictwo. 16 kwietnia 2013 roku w warszawskim Empiku po raz pierwszy wykonała na żywo utwór "Spadam". 20 kwietnia 2013 roku w Dzień Dobry TVN wykonała "Nie powiem jak". Kompozycja "Nie powiem jak" została nominowana do SuperPremier 2013, którą Skarbek zaśpiewa 14 czerwca 2013 roku podczas 50. Krajowego Festiwalu Piosenki Polskiej w Opolu.

### My Name Is Million Tour
| Data                 | Miasto                                     | Państwo |
| -------------------- | ------------------------------------------ | ------- |
| Polska               |                                            |         |
| 16 kwietnia 2013     | Warszawa                                   | Polska  |
| 30 kwietnia 2013     | Bielsko-Biała                              | Polska  |
| 30 kwietnia 2013     | Izdebnik                                   | Polska  |
| 2 maja 2013          | Gryfino                                    | Polska  |
| 4 maja 2013          | Łódź                                       | Polska  |
| 8 maja 2013          | Warszawa                                   | Polska  |
| 8 czerwca 2013       | Sopot (TOPtrendy 2013)                     | Polska  |
| 14 czerwca 2013      | Opole (Krajowy Festiwal Polskiej Piosenki) | Polska  |
| 15 czerwca 2013      | Bełchatów                                  | Polska  |
| 22 czerwca 2013      | Świnoujście                                | Polska  |
| 25 czerwca 2013      | Kielce                                     | Polska  |
| 29 czerwca 2013      | Zgorzelec                                  | Polska  |
| 30 czerwca 2013      | Warszawa                                   | Polska  |
| 30 czerwca 2013      | Kozienice                                  | Polska  |
| 13 lipca 2013        | Przemyśl                                   | Polska  |
| 14 lipca 2013        | Słubice (Lato ZET i Dwójki 2013)           | Polska  |
| 20 lipca 2013        | Katowice                                   | Polska  |
| 3 sierpnia 2013      | Szczecin (Eska Music Awards 2013)          | Polska  |
| 17 sierpnia 2013     | Łabunie                                    | Polska  |
| 17 sierpnia 2013     | Tomaszów Lubelski                          | Polska  |
| 24 sierpnia 2013     | Sopot (Sopot Top of the Top Festival 2013) | Polska  |
| 15 września 2013     | Skierniewice                               | Polska  |
| 29 września 2013     | Częstochowa                                | Polska  |
| 3 października 2013  | Toruń                                      | Polska  |
| 18 października 2013 | Zielona Góra                               | Polska  |
| 19 października 2013 | Leszno                                     | Polska  |
| 26 października 2013 | Nowy Sącz                                  | Polska  |
| 30 listopada 2013    | Warszawa                                   | Polska  |
| 6 grudnia 2013       | Warszawa                                   | Polska  |
| 14 grudnia 2013      | Katowice                                   | Polska  |
| 31 grudnia 2013      | Koszalin                                   | Polska  |
| 14 lutego 2014       | Bogatynia                                  | Polska  |
| 16 marca 2014        | Jastrzębie-Zdrój                           | Polska  |
| 31 maja 2014         | Rumia                                      | Polska  |
| 1 czerwca 2014       | Gliwice                                    | Polska  |
| 7 czerwca 2014       | Zawiercie                                  | Polska  |
| 10 czerwca 2014      | Warszawa                                   | Polska  |
| 14 czerwca 2014      | Polkowice                                  | Polska  |
| 28 czerwca 2014      | Biała Podlaska                             | Polska  |
| 19 lipca 2014        | Ciechanów                                  | Polska  |
| 9 sierpnia 2014      | Mława                                      | Polska  |
| 23 sierpnia 2014     | Sopot                                      | Polska  |
| 24 sierpnia 2014     | Lubawa                                     | Polska  |
| 30 sierpnia 2014     | Wrocław                                    | Polska  |
| 7 września 2014      | Milanów                                    | Polska  |
| 7 września 2014      | Wólka Lubelska                             | Polska  |
| 13 września 2014     | Żagań                                      | Polska  |
| 20 września 2014     | Katowice                                   | Polska  |
| 21 września 2014     | Katowice                                   | Polska  |
| 4 października 2014  | Opole                                      | Polska  |

## Lista utworów
| 1.  | „LaLaLove” 3:20                      |  |
|     |                                      |  |
| 2.  | „Insomnia” 3:30                      |  |
|     |                                      |  |
| 3.  | „Nie Powiem Jak” 3:09                |  |
|     |                                      |  |
| 4.  | „Uratuj Mnie” 3:05                   |  |
|     |                                      |  |
| 5.  | „Drama” 3:22                         |  |
|     |                                      |  |
| 6.  | „Street Drug” 3:25                   |  |
|     |                                      |  |
| 7.  | „Listen To Your Heart” 3:33          |  |
|     |                                      |  |
| 8.  | „Po Nocy Przyjdzie Dzień” 3:21       |  |
|     |                                      |  |
| 9.  | „Wołam Cię” 3:51                     |  |
|     |                                      |  |
| 10. | „Spadam” 3:23                        |  |
|     |                                      |  |
| 11. | „The Real Me” feat. Ewa Pac 3:40[53] |  |
|     |                                      |  |
Reedycja
| 12. | „Aeroplane”        |  |
|     |                    |  |
| 13. | „Mój sen”          |  |
|     |                    |  |
| 14. | „Jedna cisza”      |  |
|     |                    |  |
| 15. | „Fenyloetyloamina” |  |
|     |                    |  |
Reedycja – CD 2 (utwory akustyczne)
| 1. | „No One”         |  |
|    |                  |  |
| 2. | „Runaway”        |  |
|    |                  |  |
| 3. | „Sabotaż”        |  |
|    |                  |  |
| 4. | „LaLaLove”       |  |
|    |                  |  |
| 5. | „Nie powiem jak” |  |
|    |                  |  |
| 6. | „Insomnia”       |  |
|    |                  |  |
Źródło:

## Notowania
| Lista | Kraj   | Pozycja |
| ----- | ------ | ------- |
| OLiS  | Polska | 39      |
| Empik | Polska | 2       |

## Wydanie
Pod koniec stycznia 2012 na swoim oficjalnym blogu Skarbek poinformowała, że album ukaże się jeszcze w tym samym roku. 8 września zapytana przez jednego z fanów na Facebooku w jednym ze swoich postów na jaką porę roku przewiduje premierę płyty, odpowiedziała: "na zimę". 24 października 2012 roku zdradziła, że album ukaże się jednak w styczniu 2013 roku, jednak z nieznanych przyczyn i wtedy premiera nie odbyła się, natomiast w wywiadzie z Eska TV Honey powiedziała, że płyta na pewno ukaże się w 2013 roku. Ostatecznie album ukazał się 16 kwietnia 2013, natomiast jego przedsprzedaż rozpoczęła się 20 lutego 2013 w internetowym sklepie Empiku.